# 妻が帰ってきた
『妻が帰ってきた』は2009年11月2日から2010年4月16日まで韓国SBSで放送された連続ドラマ。

## 出演

### 主要人物
- チョン・ユヒ：カン・ソンヨン
- ユン・サンウ：チョ・ミンギ
- ミン・ソヒョン：ユン・セア
- ハン・ガンス：キム・ムヨル

### チョン・ユヒの周辺人物
- チョン・ユギョン：カン・ソンヨン（一人二役)

本名はジェシカ・チョン・ゲイツ、幼いころに渡米して養子縁組したユヒの双子の妹
- キム・ヒョンジュ：チョン・ボヨン

ユヒの親友、作家
- ク・ギョンマン：イ・ウォンジェ

ユヒの養父
- ト・ドファ：クォン・ギソン

ユヒの養母
- ク・ドンヒ：イ・ソナ

ユヒの養父母の娘、ユヒの義妹

### ユン・サンウの周辺人物
- パク・ジョンスク：ソヌ・ウンスク

サンウの母、ギャラリー館長
- ユン・ダウン：チョン・ミンソ

サンウとユヒの娘

### ミン・ソヒョンの周辺人物
- ミン・ソンテ：キム・ビョンギ

ソヒョンの父、大韓建設会長
- ミン・ヨンフン：パク・ジョンチョル

ソヒョンの兄、ユギョンと恋仲
- ミン・イヒョン：イ・チェヨン

ソヒョンの異母妹、ガンスと恋仲
- チャン・ギヨン：キム・ウォンソク

ソヒョンと同僚の医者、サンウの友人

## 参考資料
- SBS『妻が帰ってきた』ホームページより(朝鮮語)
- DAUM映画『妻が帰ってきた』ホームページより(朝鮮語)